# David Checa
David Checa Carrera (Barcellona, 20 aprile 1980) è un pilota motociclistico spagnolo.

## Carriera

### Gare di durata

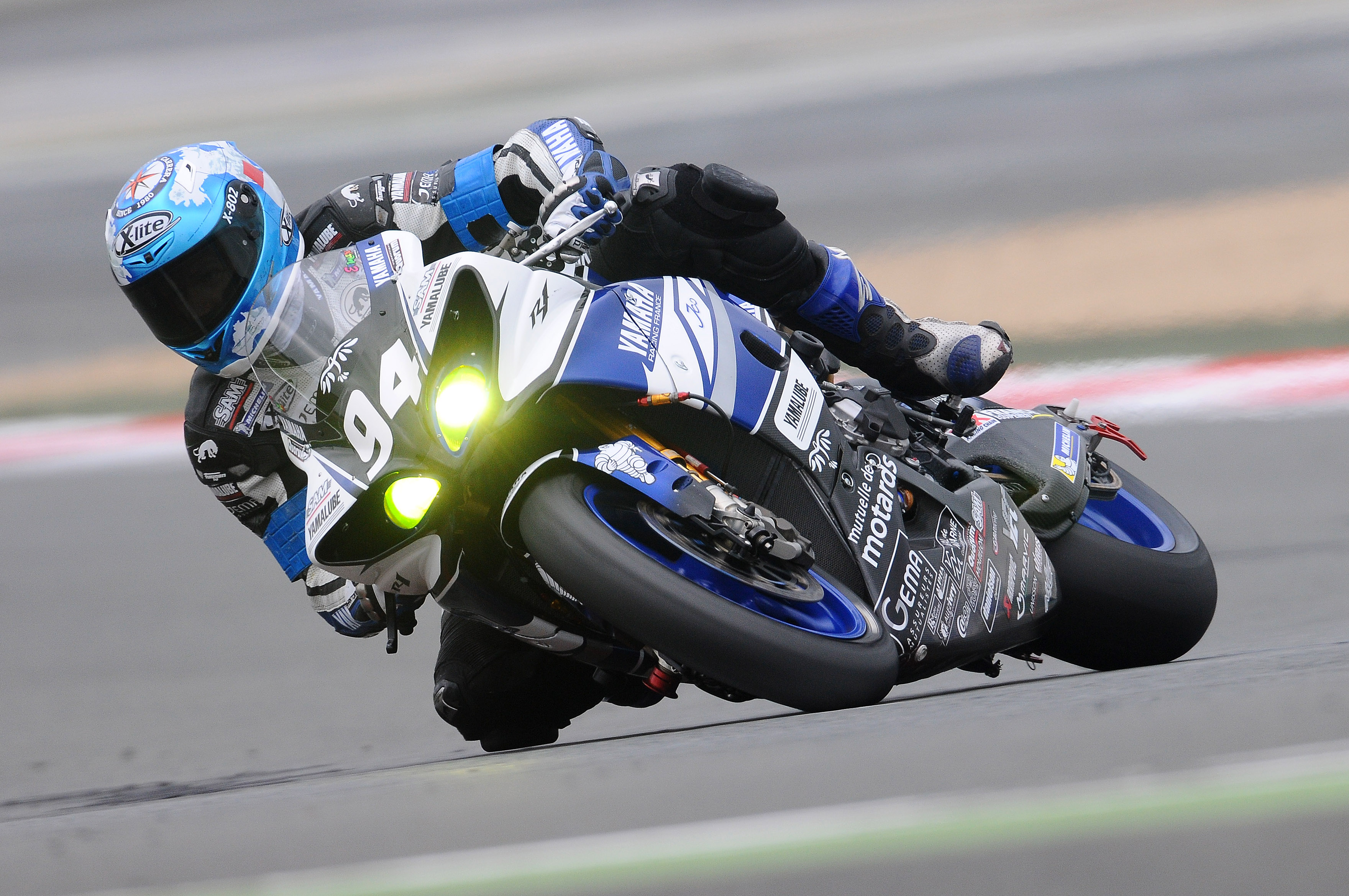
David Checa con la R1 del Team Yamaha France GMT 94 IPONE.

Fratello di un altro motociclista, Carlos Checa, oltre ad avere partecipato, senza risultati di particolare rilievo, a varie edizioni del motomondiale, si è dedicato anche al mondiale Superbike, al mondiale Supersport ed alle gare di durata, cogliendo importanti risultati, tra cui il successo nelle edizioni 2007 e 2017 del Bol d'Or e nella 24h di Le Mans nelle edizioni 2005, 2017 e 2019 .
Ha vinto il titolo di campione del mondo nel campionato endurance del 2004 e 2014 e nelle stagioni 2016/17 e 2018/19.

### Motomondiale
Nel motomondiale ha esordito nel 2000 in classe 250 e in sella ad una TSR-Honda gestita dal team Fomma con cui chiude la stagione al diciannovesimo posto in classifica piloti. Nel 2001 rimane nello stesso team, che gli affida però una Honda RS 250 R con cui chiude diciassettesimo. Nel 2002 cambia squadra, si trasferisce infatti al Safilo Oxydo Race LCR che gli affida una Aprilia RSV 250, con questo mezzo migliora sensibilmente le prestazioni chiudendo tredicesimo in campionato, con sessanta punti ottenuti. Nel 2003 si classifica ventesimo nell'Europeo classe 250. Le sue ultime presenze in MotoGP risalgono al motomondiale 2005, quando viene chiamato dal team Fortuna Yamaha a sostituire per tre gran premi l'infortunato Toni Elías alla guida di una Yamaha YZR-M1.

### Derivate dalla serie
Per quanto concerne le gare nelle motociclette derivate dalla serie, nel 1998 si classifica quarto nel campionato europeo Supersport. Nel 1999 invece è pilota ufficiale nel Campionato mondiale Supersport, in sella ad una Ducati con cui ottiene un punto. Nel 2005 partecipa, in qualità di wild card, a tre Gran Premi nel Campionato mondiale Superbike in sella ad una Yamaha YZF-R1 del team Yamaha GMT94. Ottiene punti in tutte e sei le gare chiudendo ventunesimo in campionato. Nel biennio 2006/2007 Checa è pilota titolare nel mondiale Supersport in sella ad una Yamaha YZF-R6 con la quale chiude rispettivamente undicesimo e dodicesimo in campionato. Nelle due stagioni successive è pilota titolare nel Campionato mondiale Superbike, in sella ad una Yamaha del team Yamaha France Ipone GMT 94.
Nel 2017 si laurea per la terza volta campione del mondo Endurance insieme al suo compagno di squadra Niccolò Canepa. Entrambi piloti del team GMT94 Yamaha.

## Risultati in gara

### Campionato mondiale Supersport
| 1999 | Moto   |    |    |    |     |    |    |    |     |    |    |    |  |  | Punti | Pos. |
| ---- | ------ | -- | -- | -- | --- | -- | -- | -- | --- | -- | -- | -- |  |  | ----- | ---- |
| 1999 | Ducati | 17 | 20 | 18 | Rit | 17 | 25 | 19 | Rit | NQ | 15 | 17 |  |  | 1     | 46º  |

| 2006 | Moto   |  |  |  |    |    |   |   |    |     |     |    |   |  | Punti | Pos. |
| ---- | ------ |  |  |  | -- | -- | - | - | -- | --- | --- | -- | - |  | ----- | ---- |
| 2006 | Yamaha |  |  |  | 13 | 11 | 4 | 8 | 21 | Rit | Rit | 12 | 5 |  | 44    | 11º  |

| 2007 | Moto   |    |    |   |    |   |    |     |     |   |    |   |    |   | Punti | Pos. |
| ---- | ------ | -- | -- | - | -- | - | -- | --- | --- | - | -- | - | -- | - | ----- | ---- |
| 2007 | Yamaha | 23 | 18 | 9 | 14 | 7 | 14 | Rit | Rit | 7 | 17 | 6 | 15 | 6 | 50    | 12º  |

| Legenda | 1º posto        | 2º posto            | 3º posto           | A punti      | Senza punti        | Grassetto – Pole position Corsivo – Giro più veloce |
| Legenda | Gara non valida | Non qual./Non part. | Ritirato/Non class | Squalificato | '-' Dato non disp. | Grassetto – Pole position Corsivo – Giro più veloce |

### Motomondiale
| 2000 | Classe | Moto      |    |     |    |    |     |    |    |    |   |    |    |     |    |     |    |    |  | Punti | Pos. |
| ---- | ------ | --------- | -- | --- | -- | -- | --- | -- | -- | -- | - | -- | -- | --- | -- | --- | -- | -- |  | ----- | ---- |
| 2000 | 250    | TSR-Honda | 16 | Rit | 23 | 18 | Rit | 13 | 13 | 15 | 9 | 19 | 13 | Rit | 10 | Rit | 15 | 20 |  | 24    | 19º  |

| 2001 | Classe | Moto  |    |    |    |    |   |    |     |    |     |    |   |    |    |     |    |    |  | Punti | Pos. |
| ---- | ------ | ----- | -- | -- | -- | -- | - | -- | --- | -- | --- | -- | - | -- | -- | --- | -- | -- |  | ----- | ---- |
| 2001 | 250    | Honda | 16 | 13 | 16 | 16 | 7 | 16 | Rit | 11 | Rit | 18 | 8 | 11 | 12 | Rit | 15 | 22 |  | 35    | 17º  |

| 2002 | Classe | Moto    |  |    |     |    |    |    |    |    |    |    |   |    |    |    |   |   |  | Punti | Pos. |
| ---- | ------ | ------- |  | -- | --- | -- | -- | -- | -- | -- | -- | -- | - | -- | -- | -- | - | - |  | ----- | ---- |
| 2002 | 250    | Aprilia |  | 10 | Rit | 10 | 10 | 12 | 16 | 15 | 15 | 18 | 8 | 12 | 21 | 10 | 8 | 6 |  | 60    | 13º  |

| 2005 | Classe | Moto   |  |  |  |  |    |    |    |  |  |  |  |  |  |  |  |  |  | Punti | Pos. |
| ---- | ------ | ------ |  |  |  |  | -- | -- | -- |  |  |  |  |  |  |  |  |  |  | ----- | ---- |
| 2005 | MotoGP | Yamaha |  |  |  |  | 19 | 13 | 15 |  |  |  |  |  |  |  |  |  |  | 4     | 26º  |

| Legenda | 1º posto        | 2º posto            | 3º posto            | A punti      | Senza punti        | Grassetto – Pole position Corsivo – Giro più veloce |
| Legenda | Gara non valida | Non qual./Non part. | Ritirato/Non class. | Squalificato | '-' Dato non disp. | Grassetto – Pole position Corsivo – Giro più veloce |

### Campionato mondiale Superbike
| 2005 | Moto   |  |  |  |  |    |   |  |  |  |  |  |  |    |    |  |  |  |  |  |  |  |  |    |    |  |  |  |  | Punti | Pos. |
| ---- | ------ |  |  |  |  | -- | - |  |  |  |  |  |  | -- | -- |  |  |  |  |  |  |  |  | -- | -- |  |  |  |  | ----- | ---- |
| 2005 | Yamaha |  |  |  |  | 10 | 9 |  |  |  |  |  |  | 15 | 14 |  |  |  |  |  |  |  |  | 11 | 12 |  |  |  |  | 25    | 21º  |

| 2008 | Moto   |    |     |     |    |    |    |     |    |  |  |     |    |     |    |    |    |     |    |    |    |    |     |    |    |     |     |    |    | Punti | Pos. |
| ---- | ------ | -- | --- | --- | -- | -- | -- | --- | -- |  |  | --- | -- | --- | -- | -- | -- | --- | -- | -- | -- | -- | --- | -- | -- | --- | --- | -- | -- | ----- | ---- |
| 2008 | Yamaha | 23 | Rit | Rit | 12 | 15 | 18 | Rit | NP |  |  | Rit | NP | Rit | 15 | 15 | 16 | Rit | 16 | 17 | 20 | 11 | Rit | 17 | 20 | Rit | Rit | 20 | 22 | 12    | 28º  |

| 2009 | Moto   |  |  |  |  |     |    |    |     |    |    |  |  |  |  |    |     |    |     |    |    |     |    |    |     |    |    |    |    | Punti | Pos. |
| ---- | ------ |  |  |  |  | --- | -- | -- | --- | -- | -- |  |  |  |  | -- | --- | -- | --- | -- | -- | --- | -- | -- | --- | -- | -- | -- | -- | ----- | ---- |
| 2009 | Yamaha |  |  |  |  | Rit | 20 | 19 | Rit | 22 | 19 |  |  |  |  | 21 | Rit | 24 | Rit | 18 | 19 | Rit | 18 | 17 | Rit | 15 | 17 | 14 | 15 | 4     | 37º  |

| Legenda | 1º posto        | 2º posto            | 3º posto           | A punti      | Senza punti        | Grassetto – Pole position Corsivo – Giro più veloce |
| Legenda | Gara non valida | Non qual./Non part. | Ritirato/Non class | Squalificato | '-' Dato non disp. | Grassetto – Pole position Corsivo – Giro più veloce |